# アンプス
アンプス (The Amps)は、アメリカのロックバンド。1995年、活動休止期間に入ったブリーダーズのキム・ディールを中心に結成。ブリーダーズのバンドメイトであり、キムの双子の姉でもあるケリー・ディールもバンドに加入したが、ドラッグ使用の問題によりバンドへの参加は一時的なものにとどまる。'95年10月に唯一のアルバム『ペイサー』をリリース。フー・ファイターズ、ソニック・ユース、ガイデッド・バイ・ヴォイシズらと共にツアーでアメリカ、ヨーロッパ、オーストラリアを回った。

## メンバー
- キム・ディール（Kim Deal） - ボーカル、ギター
- ルイス・レルマ（Luis Lerma） - ベース
- ネイト・ファーリー（Nate Farley） - ギター
- ジム・マクファーソン（Jim Macpherson） - ドラムス、ボーカル

## ディスコグラフィ

### アルバム
- 『ペイサー』 - Pacer (1995年)

### シングル
- "Tipp City" (1995年)